# Melanomys robustulus
Melanomys robustulus és una espècie de mamífer rosegador de la família dels cricètids. Viu a altituds d'entre 400 i 1.200 msnm al Perú i el sud-est de l'Equador. Es tracta d'un animal nocturn i terrestre. El seu hàbitat natural són les selves tropicals de plana. És una espècie en risc mínim, és a dir, no sembla que hi hagi cap amenaça significativa per a la seva supervivència.